# Vita sintetica
Per vita sintetica (dall'inglese synthetic life), si definisce una forma di vita generata da un processo di manifattura o sintesi. Non c'è accordo sulla esistenza di forme di vita simili.
Il 31 maggio 2007 fu depositato presso il US patent & trademark Office il brevetto numero 20070122826, intitolato "Minimal bacterial genome"
Questo brevetto si riferisce ad un organismo di 381 geni, ottenuto costruendo un cromosoma sintetico, usando sostanze chimiche presenti in laboratorio. Questo microorganismo è stato ribattezzato "Syntia". Il brevetto è detenuto dal J. Craig Venter Institute di J. Craig Venter, lo scienziato che guidò il progetto concorrente al progetto Genoma.
Si è partiti dal Mycoplasma genitalium che contiene 482 geni (ed è quindi il più piccolo genoma presente in natura) e sono stati rimossi sistematicamente alcuni geni, fino ad arrivare al numero di geni minimo per garantire a una cellula la possibilità di vivere e riprodursi in laboratorio.
Per individuare i geni non essenziali è stata utilizzata la mutagenesi traspositiva, che consiste nell'inserimento casuale di trasposoni nel genoma di Mycoplasma genitalium. Le cellule sono poi fatte crescere e il DNA viene estratto e sequenziato, per individuare in quali regioni genomica si è inserito il trasposone. Poiché l'inserimento del trasposone in una sequenza genica interferisce con la sua funzione, i batteri in grado di sopravvivere hanno subito un'inserzione in una sequenza che può essere considerata non essenziale. Questo approccio ha permesso di isolare 381 geni indispensabili alla vita. Questo studio è chiamato Minimal Genome Project.

Il J. Craig Venter Institute ha quindi sintetizzato artificialmente, il Mycoplasma mycoides JCVI-syn1.0 partendo da una sequenza nucleotidica creata in laboratorio di M. mycoides inserita in un Mycoplasma capricolum a cui era stato eliminato il genoma.

Allo stato attuale il batterio artificiale Mycoplasma laboratorium, non è stato ancora sintetizzato.
Nel 2010 Craig Venter et al. hanno pubblicato un articolo su Science in cui annunciano di avere costruito in laboratorio la prima cellula artificiale, controllata da un DNA sintetico e in grado di dividersi e moltiplicarsi proprio come qualsiasi altra cellula vivente.

## Discussione
J. Craig Venter ha sostenuto durante un'intervista al Guardian di aver creato la vita artificiale. Dr. Tom Knight del Massachusetts Institute of Technology ha definito le affermazioni di Venter come assurde e ridicole. Ha anche sostenuto che la rivendicazione del brevetto evidenzia una eclatante mancanza di rispetto per la prior art.
Il gruppo ETC ha sostenuto che sia necessaria una moratoria internazionale sul rilascio e la commercializzazione di organismi sintetici.
Da un punto di vista prettamente meccanicistico, quello che, innegabilmente, Venter ha dimostrato è che un organismo procariote può vivere se al suo genoma naturale viene sostituito uno artificiale quasi, ma non del tutto, identico. Il resto rimane un'opinione o una filosofia, lo stesso Craig Venter afferma di essere consapevole che: «questo lavoro continuerà a sollevare le questioni filosofiche che hanno ampie implicazioni sociali ed etiche».